# Love Like Blood
Love Like Blood è un singolo del gruppo musicale inglese Killing Joke, pubblicato nel 1985 ed estratto dall'album Night Time.
La canzone è stata scritta da Jaz Coleman, Paul Ferguson, Paul Raven e Kevin Walker.

## Tracce
- 7"

1. Love Like Blood
2. Blue Feather (Version)

## Cover
Tra gli artisti e i gruppi che hanno realizzato la cover del brano vi sono Iva Davies (1996), Icehouse, Blackmail (2004), Sybreed (2009) e Dead by April (2010).